# サンディカリスム
サンディカリスム（フランス語: syndicalisme、英語: syndicalism、サンジカリスム、シンディカリズム、シンジカリズム）は、労働組合主義、組合主義、労働組合至上主義とも訳され、資本家や国家主導の経済運営ではなく、集産主義的な労働組合の連合により経済を運営するというもの。資本主義あるいは社会主義に代わるものとして提案された経済体制の一種またはその思想。
特に急進主義的なサンディカリスムは革命的サンディカリスムとも呼ばれる。革命的サンディカリスムの支持者は労働組合を、資本家による労働者の搾取体制を覆すためだけでなく、多数派の利益に基づき社会を公平に運営するのにも、適した手段となりうると考える。労働組合は政治活動ではなく直接行動を行い、ゼネストで資本主義体制を倒して革命を達成し、革命後は企業でも政府でもなく労働組合が経済を運営する。
また、革命後に国家を廃止または縮小して労働組合やその連合体が政治や経済を行うという、アナキズムと結合したアナルコサンディカリスムは、スペインなどで有力となった。他方、革命後には国家の力により労働組合やその代表者が政府機関に参加して経済を運営するという、国家主義やナショナリズムと結合した国家サンディカリスムは、イタリアなどで有力となり、後にはイタリアのファシズムにも大きな影響を与えた。
サンディカリスムは経済的なコーポラティズムの一形態でもあり、経済を調整し管理するため、複数の、非競争的な、国民経済を分類して形成された各産業部門の、それぞれの利益を集積することを主張する。サンディカリスム体制下での産業は組合同士の協力および相互扶助により運営される。各地方の労働組合は、他の組合と労働取引所（Bourse du Travail、ブールス・デュ・トラヴァイユ）を通じて交流する。労働取引所は商品の管理や移転をつかさどっている。

## 歴史
サンディカリスムとは、フランス語で労働組合を意味する「Syndicat」（サンディカ）に由来する。19世紀末から20世紀前半、主にフランスとイタリアで支持を集め、イギリスやアメリカ合衆国でも影響力を持った。イタリアのサンディカリストの中には、後にイタリア・ファシズムの協同体主義であるコーポラティズムに賛同したものや影響を与えた者もいる。
ラルフ・ダーリントンやマーセル・バン・デル・リンデン、ウェーン・タルプなどの多くの学者たちは、サンディカリズムという用語が労働運動の中の多くの団体や潮流を含むにもかかわらず、サンディカリズムとして見なされていない事を認めている。これらの団体や潮流は北アメリカやオーストラリア、アイルランドのラーキニスト（英語: James Larkin）、革命的実業家、革命的労働組合員、無政府組合主義者などには産業別労働組合主義者や単一大労組主義者として認知されている。
サンディカリスムが産業あるいは経済セクター単位の組織化に重点を置くのは、20世紀初頭にサンディカリスムが独立した思想的潮流となり始めて以来の特徴である。これに対して当時の社会主義者の多くは、まだ国家主導の社会主義システムの実現可能性に明らかな信頼があったこともあり、政党を通じた政治活動を行い社会主義を実現することに重点を置いており、労働組合については産業公有化への踏み台という認識であった。
サンディカリストたちは産業別組合に重点を置くところでは一致しているが、すべてのサンディカリストが政治活動も拒否しているわけではない。例えば、ダニエル・デ・レオンの思想を支持するデ・レオン主義者やその他の産業別組合主義者の中には、経済人による政治家へのロビー活動に比べて労働組合の政治的優位性は劣ることを認め、政治組織と産業組織を並行して組織し政治闘争を重視することを主張した。

## 政府とサンディカリスムの関係
サンディカリスムの中では、より急進的で革命的なアナルコサンディカリスムが有名であり、穏健な立場のサンディカリスムはその陰に隠れてしまっている。アナルコサンディカリスムは、アナキズム（無政府主義）とサンディカリスムが結合したもので、資本主義のみならず国家をも廃絶し、その代わりを労働組合が務めると主張した。アナルコ・サンディカリスムはスペインで勢力が強く、特にスペイン内戦の時期に全盛期を迎えたが、アメリカに本拠を置く世界産業労働組合（IWW）など、スペイン以外でも有力な支持者がいた。
サンディカリスムは協同組合経済論のなかでは社会主義および共産主義と並び重要なイデオロギーである。サンディカリスムにおいて、倫理面では、組織された労働組合に参加する者は、その生産物に対し等しく所有権を有し、それゆえ地位や任務にかかわらず等しい稼ぎと等しい便益を得る。これに対し、社会主義においては、各企業が要求する通りに生産物を企業間に配分することが強調され、各企業が内部でどのように組織されているかは必ずしも考慮されない。共産主義とは異なり、サンディカリスムは私的所有とも両立する。共産主義の場合は政府に認められた私的所有および私的な収入を否定し、すべての資産を法的に公有のものとし、人々自身が直接これらを管理することになるとしている。
またサンディカリスムにおいて、経済を運営している労働組合は政治を行う政府とは独立して存在しており、政府による計画経済などを必要とはしない。資本主義における企業同様、サンディカリスムにおける労働組合は互いに複雑な協力関係を共有し、政府と対立することもありうる。

## 関連人物
- ジョルジュ・ソレル（フランス）
- ピエール・ビエトリー
- アゴスティーノ・ランツィッロ（イタリア）
- ミケーレ・ビアンキ（イタリア）
- ロベルト・ミヒェルス（イタリアで活動、ドイツ出身）
- ダニエル・デ・レオン（アメリカ）
- 大杉栄

## 関連文献（英語版記事）
- Anarcho-Syndicalism, Rudolf Rocker, London, 1989.
- Liberalism and The Challenge of Fascism, Social Forces in England and France (1815-1870), J. Salwyn Schapiro, McGraw-Hill Book Co., NY, 1949.
- Revolutionary Unionism: Yesterday, Today, Tomorrow, Dan Jakopovich, New Politics, Vol. XI.,No.3, 2007.
- The Anarchists, James Joll, Harvard University Press, Cambridge, 1980.
- The Syndicalist Tradition and Italian Fascism, David D. Robert, University of North Carolina Press, Chapel Hill NC, 1979.
- Lenny Flank (ed), "IWW: A Documentary History", Red and Black Publishers, St Petersburg, Florida, 2007.  ISBN  978-0-9791813-5-1